# Jens Einar Meulengracht
Jens Einar Meulengracht, född 7 april 1887, död 26 december 1976, dansk läkare.
Han studerade medicin i Köpenhamn och tog sin examen 1912. Meulengracht jobbade som assistent under Ettermann vid det patologiska institutet vid Bispebjerg hospital och han var överläkare vid Köpenhamns universitetssjukhus. Meulengracht arbetade mycket med invärtesmedicin och speciellt då hematologi och leversjukdomar. Han har givit namn åt Meulengrachts sjukdom, Meulengrachts diet och Holst-Meulengrachts sjukdom (tillsammans med Johannes Erik Holst).